# Saint-Quentin-la-Chabanne
Saint-Quentin-la-Chabanne è un comune francese di 370 abitanti situato nel dipartimento della Creuse nella regione della Nuova Aquitania.

## Società

### Evoluzione demografica
Abitanti censiti